# Chuck Roberson
Pour les articles homonymes, voir Roberson.
Charles Hugh « Chuck » (ou « Bad Chuck ») Roberson est un acteur, cascadeur et réalisateur de seconde équipe américain, né le 10 mai 1919 aux environs de Shannon (en) (Texas) et mort le 8 juin 1988 à Bakersfield (Californie).

## Biographie
Comme cascadeur, après une première expérience sur un film sorti en 1939, Chuck Roberson intègre en 1946 la Republic Pictures qui produit son deuxième film, sorti cette même année. Il rencontre alors John Wayne, dont il devient la doublure attitrée pour trente-et-un films, depuis L'Ange et le Mauvais Garçon de James Edward Grant (1947), jusqu'à Le Dernier des géants de Don Siegel (1976, ultime prestation de The Duke), en passant par Rio Grande de John Ford (1950), Rio Bravo d'Howard Hawks (1959), Les Quatre Fils de Katie Elder d'Henry Hathaway (1965) et Les Bérets verts, coréalisé par John Wayne (1968).
En tout, il contribue ainsi à cent-trente-et-un films américains — dont de nombreux westerns (principalement pour les cascades à cheval) —, le dernier étant Appel d'urgence de Steve De Jarnatt, sorti en 1988, année de sa mort d'un cancer. Parmi les autres acteurs qu'il double, mentionnons James Stewart (six films, dont Je suis un aventurier d'Anthony Mann en 1954), Gregory Peck (quatre films, dont Les Grands Espaces de William Wyler en 1958) et Charlton Heston (trois films, dont Le Seigneur de la guerre de Franklin J. Schaffner en 1965).
Souvent, Chuck Roberson apparaît dans des petits rôles (majoritairement non crédités) lors des tournages où il est doublure. Néanmoins parfois crédité (ex. : Les Bérets verts pré-cité), il participe également à quelques films comme acteur uniquement, dont deux sortis en 1963, Le Grand McLintock d'Andrew V. McLaglen (aux côtés de John Wayne) et Shock Corridor de Samuel Fuller. Au total, il collabore à quatre-vingt-dix-huit films comme acteur, le premier (son deuxième comme cascadeur) sorti en 1946, le dernier sorti en 1974. 
De plus, il est réalisateur de seconde équipe sur deux films, Les Cent Fusils de Tom Gries (1969) et Le Secret de la planète des singes de Ted Post (1970).
Par ailleurs, pour la télévision, il collabore — principalement comme acteur — à un téléfilm (1956) et à trente-sept séries (1949-1971), surtout là encore dans le domaine du western. Mentionnons Texas John Slaughter (trois épisodes, 1958-1959), Gunsmoke (quatre épisodes, 1959-1964) et Daniel Boone (six épisodes, 1964-1967). Notons aussi qu'il joue avec John Wayne dans un épisode de La Grande Caravane, The Colter Craven Story, réalisé par John Ford et diffusé en 1960.
Chuck Roberson est l'auteur d'une autobiographie centrée sur son expérience de doublure de John Wayne, publiée en 1980.

## Filmographie

### Au cinéma

#### Comme acteur uniquement (sélection)
- 1947 : L'Homme que j'ai choisi (The Flame), de John H. Auer
- 1950 : La Capture (The Capture) de John Sturges
- 1963 : Le Grand McLintock (McLintock !) d'Andrew V. McLaglen
- 1963 : Shock Corridor de Samuel Fuller
- 1965 : Cat Ballou d'Elliot Silverstein
- 1965 : Les Yeux bandés (Blindfold) de Philip Dunne

#### Comme cascadeur uniquement (sélection)

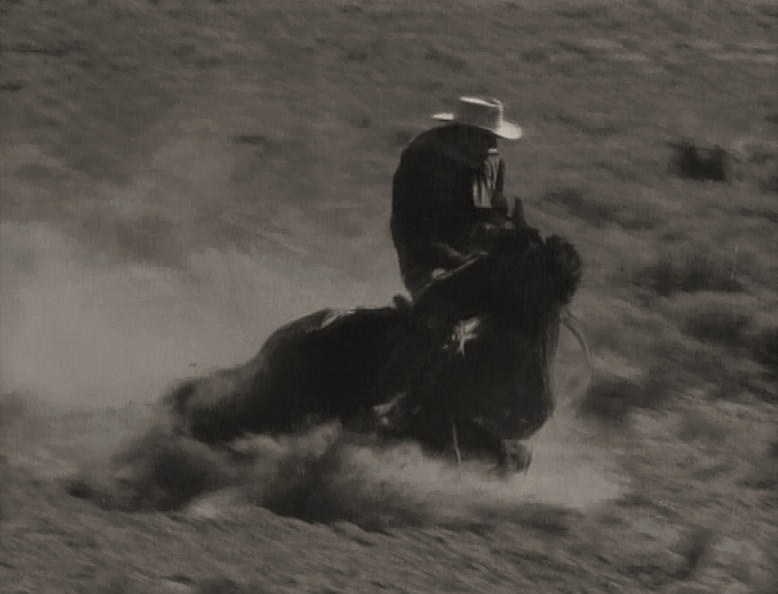
Dans L'Ange et le Mauvais Garçon (1947), comme doublure de John Wayne

- 1939 : Fugitive at Large de Lewis D. Collins
- 1947 : L'Ange et le Mauvais Garçon (Angel and the Badman) de James Edward Grant
- 1948 : Les Trois Mousquetaires (The Three Musketeers) de George Sidney
- 1949 : J'ai tué Jesse James (I shot Jesse James) de Samuel Fuller
- 1951 : Au-delà du Missouri (Across the Wide Missouri) de William A. Wellman
- 1952 : L'Étoile du destin (Lone Star) de Vincent Sherman
- 1952 : Le Gaucho (Way of a Gaucho) de Jacques Tourneur
- 1953 : L'Appât (The Naked Spur) d'Anthony Mann
- 1955 : L'Homme de la plaine (The Man from Laramie) d'Anthony Mann
- 1956 : Le Conquérant (The Conqueror) de Dick Powell
- 1958 : Le Barbare et la Geisha (The Barbarian and the Geisha) de John Huston
- 1959 : La Gloire et la Peur (Pork Chop Hill) de Lewis Milestone (+ coordination des cascades)
- 1961 : Les Désaxés (The Misfits) de John Huston
- 1961 : El Perdido (The Last Sunset) de Robert Aldrich
- 1961 : Les Comancheros (The Comancheros) de Michael Curtiz
- 1962 : Hatari ! d'Howard Hawks
- 1962 : Taras Bulba de J. Lee Thompson
- 1963 : Quatre du Texas (Four for Texas) de Robert Aldrich
- 1964 : Rio Conchos de Gordon Douglas
- 1965 : Le Seigneur de la guerre (The War Lord) de Franklin J. Schaffner
- 1966 : Frontière chinoise (7 Women) de John Ford
- 1966 : Nevada Smith d'Henry Hathaway
- 1970 : Un homme nommé cheval (A Man called Horse) d'Elliot Silverstein
- 1970 : Le Maître des îles (The Hawaiians) de Tom Gries
- 1971 : Quand siffle la dernière balle (Shoot Out) d'Henry Hathaway
- 1972 : Les Cowboys (The Cowboys) de Mark Rydell
- 1973 : Les Voleurs de trains (The Train Robbers) de Burt Kennedy
- 1975 : Doc Savage arrive (Doc Savage : The Man of Bronze) de Michael Anderson
- 1975 : Une bible et un fusil (Rooster Cogburn) de Stuart Millar
- 1976 : Le Dernier des géants (The Shootist) de Don Siegel
- 1983 : Tonnerre de feu (Blue Thunder) de John Badham
- 1988 : Appel d'urgence (Miracle Mile) de Steve De Jarnatt

#### Comme acteur et cascadeur (sélection)
- 1946 : Plainsman and the Lady de Joseph Kane
- 1947 : Schéhérazade (Song of Scheherazade) de Walter Reisch
- 1948 : La Descente tragique (Albuquerque) de Ray Enright
- 1948 : Le Réveil de la sorcière rouge (Wake of the Red Witch) d'Edward Ludwig
- 1949 : Le Bagarreur du Kentucky (The Fighting Kentuckian) de George Waggner
- 1950 : Winchester '73 d'Anthony Mann
- 1950 : Rio Grande de John Ford
- 1952 : Les Indomptables (The Lusty Men) de Nicholas Ray et Robert Parrish
- 1952 : Barbe-Noire, le pirate (Blackbeard the Pirate) de Raoul Walsh
- 1953 : Hondo, l'homme du désert (Hondo) de John Farrow
- 1953 : La Blonde du Far-West (Calamity Jane) de David Butler
- 1954 : Je suis un aventurier (The Far Country) d'Anthony Mann
- 1954 : Le Signe du païen (Sign of the Pagan) de Douglas Sirk
- 1955 : Le Fils prodigue (The Prodigal) de Richard Thorpe
- 1955 : La Loi du plus fort (Timberjack) de Joseph Kane
- 1955 : Les Implacables (The Tall Men) de Raoul Walsh
- 1955 : Les Années sauvages (The Rawhide Years) de Rudolph Maté
- 1956 : Sept hommes à abattre (Seven Men from Now) de Budd Boetticher
- 1956 : La Prisonnière du désert (The Searchers) de John Ford
- 1956 : L'Infernale Poursuite (The Great Locomotive Chase) de Francis D. Lyon
- 1956 : Le Roi et Quatre Reines (The King and Four Queens) de Raoul Walsh
- 1957 : L'aigle vole au soleil (The Wing of Eagles) de John Ford
- 1957 : Quarante tueurs (Forty Guns) de Samuel Fuller
- 1957 : Le Survivant des monts lointains (Night Passage) de James Neilson
- 1957 : Le Jugement des flèches (Run of the Arrow) de Samuel Fuller
- 1958 : Les Grands Espaces (The Big Country) de William Wyler
- 1958 : L'Homme de l'Ouest (Man of the West) d'Anthony Mann
- 1959 : L'Aventurier du Rio Grande (The Wonderful Country) de Robert Parrish
- 1959 : Rio Bravo d'Howard Hawks
- 1960 : Alamo (The Alamo) de John Wayne
- 1960 : Le Sergent noir (Sergeant Rutledge) de John Ford
- 1960 : Spartacus de Stanley Kubrick
- 1961 : Les Deux Cavaliers (Two Rode Together) de John Ford
- 1962 : Les maraudeurs attaquent (Merrill's Marauders) de Samuel Fuller
- 1962 : L'Homme qui tua Liberty Valance (The Man who shot Liberty Valance) de John Ford
- 1962 : La Conquête de l'Ouest (How the West was won) d'Henry Hathaway, John Ford et George Marshall
- 1963 : La Taverne de l'Irlandais (Donovan's Reef) de John Ford
- 1964 : Le Bataillon des lâches (Advance to the Rear) de George Marshall
- 1964 : Les Cheyennes (Cheyenne Autumn) de John Ford
- 1965 : Les Quatre Fils de Katie Elder (The Sons of Katie Elder) d'Henry Hathaway
- 1966 : El Dorado d'Howard Hawks
- 1967 : La Caravane de feu (The War Wagon) de Burt Kennedy
- 1968 : Les Feux de l'enfer (Hellfighters) d'Andrew V. McLaglen
- 1968 : Les Chasseurs de scalps (The Scalphunters) de Sydney Pollack
- 1968 : Les Bérets verts (The Green Berets) de Ray Kellogg et John Wayne
- 1969 : Les Géants de l'Ouest (The Undefeated) d'Andrew V. McLaglen
- 1970 : Rio Lobo d'Howard Hawks
- 1970 : Chisum d'Andrew V. McLaglen
- 1971 : Big Jake de George Sherman et John Wayne
- 1973 : Les Cordes de la potence (Cahill United States Marshal) d'Andrew V. McLaglen (+ coordination des cascades)
- 1974 : Un silencieux au bout du canon (McQ) de John Sturges
- 1974 : Refroidi à 99% (99 and 44/100% Dead), de John Frankenheimer : Gunman

#### Comme réalisateur de seconde équipe (intégrale)
- 1969 : Les Cent Fusils (100 Rifles) de Tom Gries
- 1970 : Le Secret de la planète des singes (Beneath the Planet of the Apes) de Ted Post

### À la télévision (sélection de séries)
(comme acteur uniquement, sauf mention complémentaire)
- 1955 : Rintintin (The Adventures of Rin Tin Tin)
  - Saison 1, épisode 34 Seul sur la piste interminable (The Lonesome Road)
- 1957-1960 : Les Aventuriers du Far West (Death Valley Days)
  - Saison 5, épisode 11 The Trial of Red Haskell (1957)
  - Saison 9, épisode 2 Splinter Station (1960)
- 1958-1959 : Texas John Slaughter
  - Saison 1, épisode 1 Tales of Texas John Slaughter (1958) de James Neilson, épisode 2 Ambush at Laredo (1958) de James Neilson, et épisode 4 Showndown at Sandoval (1959) d'Harry Keller
- 1958-1960 : La Grande Caravane (Wagon Train)
  - Saison 2, épisode 7 The Bije Wilcox Story (1958) d'Abner Biberman
  - Saison 4, épisode 9 The Colter Craven Story (1960) de John Ford
- 1959 : Rawhide
  - Saison 1, épisode 10 Le Veau d'or (Incident of the Golden Calf) de Jesse Hibbs
- 1959-1964 : Gunsmoke ou Police des plaines (Gunsmoke ou Marshal Dillon)
  - Saison 4, épisode 39 Cheyennes (1959) de Ted Post
  - Saison 5, épisode 34 Speak Me Fair (1960) d'Andrew V. McLaglen
  - Saison 8, épisode 11 Abe Blocker (1962) d'Andrew V. McLaglen
  - Saison 9, épisode 14 The Glory and the Mud (1964) de Jerry Hopper
- 1960-1962 : Laramie (+ cascadeur)
  - Saison 1, épisode 29 Midnight Rebellion (1960) de George Blair
  - Saison 2, épisode 20 Riders of the Night (1961) de Lesley Selander
  - Saison 3, épisode 11 The Killer Legend (1961)
  - Saison 4, épisode 1 Among the Missing (1962) de Joseph Kane
- 1962 : L'Extravagante Lucie (The Lucy Show)
  - Saison 1, épisode 9 Lucy puts up a TV Antenna de Jack Donohue
- 1964-1967 : Daniel Boone
  - Saison 1, épisode 1 Ken-Tuck-E (1964) de George Marshall
  - Saison 2, épisode 25 Fifty Rifles (1966) de John Florea, épisodes 29 et 30 The High Cumberland, Parts I & II (1966) de George Sherman
  - Saison 3, épisode 7 The Matchmaker (1966) de Robert Douglas et épisode 22 The Young Ones (1967) de Gerd Oswald
- 1965 : Le Virginien (The Virginian)
  - Saison 3, épisode 19 Six Graves at Cripple Creek
- 1966 : Laredo
  - Saison 2, épisode 1 The Legend of Midas Mantee
- 1966 : Bonanza
  - Saison 8, épisode 2 Horse of a Different Hue de William Witney
- 1966 : Perdus dans l'espace (Lost in Space)
  - Saison 2, épisode 8 Jeux mortels de Gamma 6 (The Deadly Games of Gamma 6) de Nathan Juran
- 1967 : La Grande Vallée (The Big Valley)
  - Saison 3, épisode 5 Night in a Small Town de Virgil W. Vogel et épisode 8 The Disappearance de Virgil W. Vogel
- 1969 : La Nouvelle Équipe (The Mod Squad)
  - Saison 1, épisode 21 A Run for the Money d'Harvey Hart
- 1971 : Opération danger (Alias Smith and Jones)
  - Saison 1, épisode 11 The Root of It All de Barry Shear